# Dingxi
Dingxi (chiń. 定西; pinyin Dìngxī) – miasto o statusie prefektury miejskiej w Chinach, w prowincji Gansu. Prefektura miejska w 1999 roku liczyła 2 861 922 mieszkańców.
21 lipca 2013 roku w prefekturze Dingxi, na południowy zachód od właściwego miasta, w powiecie Min, miało miejsce trzęsienie ziemi, które spowodowało ponad 95 ofiar śmiertelnych i niemal 2400 rannych oraz straty materialne rzędu 900 mln dolarów.

## Podział administracyjny
Prefektura miejska Dingxi podzielona jest na:
- dzielnicę: Anding,
- 6 powiatów: Tongwei, Lintao, Zhang, Min, Weiyuan, Longxi.